# Aricoris notialis
Aricoris notialis is een vlindersoort uit de familie van de prachtvlinders (Riodinidae), onderfamilie Riodininae.
Aricoris notialis werd in 1910 beschreven door Stichel.